# Corrida Internacional de São Silvestre de 1988
A Corrida Internacional de São Silvestre de 1988 foi a 64ª edição da prova de rua, realizada no dia 31 de dezembro de 1988, no centro da cidade de São Paulo, a largada aconteceu as 23h05m, a prova foi de organização da Fundação Cásper Líbero e A Gazeta Esportiva.
Os vencedores foram o equatoriano Rolando Vera e a portuguesa Aurora Cunha.

## Percurso
Av. Paulista 900, em frente ao Edifício Cásper Líbero até o Av. Paulista 900, na frente do Edifício Cásper Líbero, com 12.640 metros.

## Resultados

#### Masculino
- 1º Rolando Vera (Equador) - 36m23s

#### Feminino
- 1º Aurora Cunha (Portugal) - 43m12s

#### Participações
- Participantes: 10.000 atletas
- Chegada: 3867 atletas.[3]

## Ligações Externas
- Sítio Oficial (em português)